# Архипович Анатолій Аврамович
Анатолій Аврамович Архипович (нар. 8 травня 1925 — пом. 13 квітня 2015) — анатом, доктор медичних наук (1974), професор (1976).

## Біографія
Закінчив Київський стоматологічний інститут (1951), працював: старшим лаборантом (1951—1955), від 1955 р. — асистентом, з 1962 р. — доцентом. З 1977 р. — професор кафедри нормальної анатомії Київського медичного інституту імені О. О. Богомольця.
У 1974 р. захистив докторську дисертацію на тему «Микроваскуляризационная система твердой оболочки головного мозга человека». Вихованець Київської анатомічної школи, учень професора М. С. Спірова.
Автор понад 60 наукових праць, присвячених вивченню судинного русла різноманітних органів у нормі та в експерименті: колатерального лімфообігу при експериментальному стенозі грудної протоки і морфології лімфатичних капілярів.
Учасник Другої світової війни. Нагороджений орденами Слави III ступеня, Вітчизняної війни та медалями.